# Esclavage dans la Corne de l'Afrique

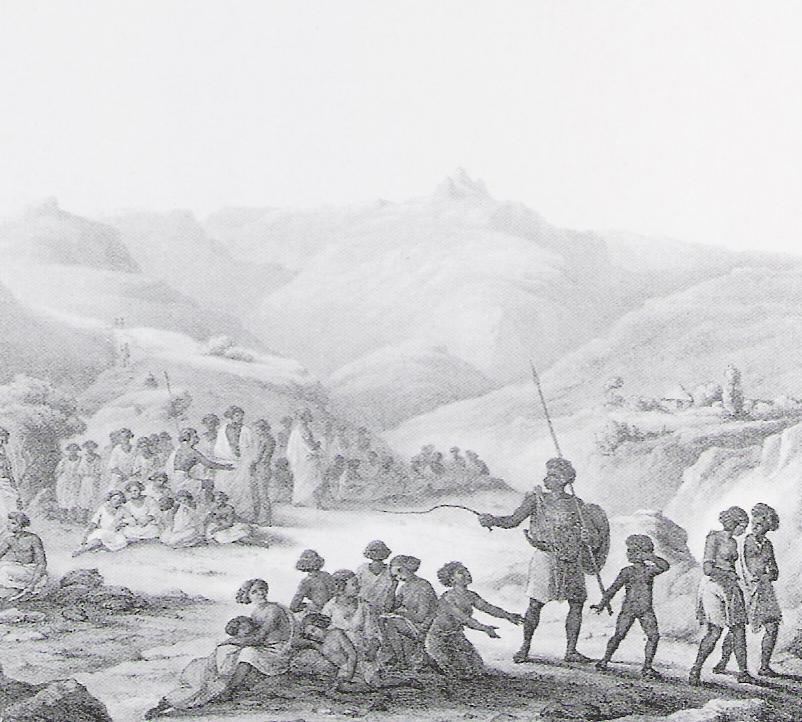
Esclaves en Éthiopie, XIXe siècle.

L'esclavage dans la Corne de l'Afrique était pratiqué de manière importante par les populations chamito-sémitiques (ou afro-asiatiques) de la région (somalis, afars, abyssins) qui, par leurs traits physiques europoïdes et leurs structures traditionnelles similaires à celles des peuples du Sahara, du Nil et du Maghreb, se distinguent des autres Africains
De fait, leur peau est plus claire, et les traits du visage plus « moyen-orientaux » que ceux des populations de l’intérieur du continent. Ainsi, les classes d'esclaves étaient principalement composées d'individus d'origine nilotique et bantoue qui étaient collectivement regroupés sous le nom de Shanqella et Adoon (tous deux signifiant « Nègre »). Ces populations de rang social inférieur étaient désignées comme tsalim barya en contraste avec les saba qayh (hommes rouges), castes nobles parlant des langues afro-asiatiques (hamites et sémites). La première représentation de cette tradition date d'une inscription du viiie siècle av. J.-C. appartenant au Royaume de D'mt,.
Parmi les esclaves du Royaume d'Aksoum on comptait également des moyen-orientaux. En 324, le roi Ezana est converti par Frumentius esclave chrétien d’origine syrienne qui, dans une certaine mesure, participa à la conversion de l'empire éthiopien. Il est appelé Abba Salama (le « Père de la paix ») dans la tradition éthiopienne.
En raison du fait que les côtes de la mer Rouge et du golfe d’Aden, en particulier les ports de Zeilah et Tadjourah, étaient sous l’autorité de sultans musulmans Somalis et Afars, ce sont ces ethnies musulmanes qui dominaient la traite des esclaves dans la Corne Africaine. Pour répondre à la demande de main-d'œuvre croissante de cette région au fil des siècles, des Bantous d'Afrique du Sud sont capturés et exportés en Corne de l'Afrique par des marchands arabes omanais qui les vendaient en grand nombre à des clients principalement somalis. Les esclaves capturés étaient aussi parfois asservis par les Somalis eux-mêmes, lors de raids dans l'arrière-pays.
Les sultanats musulmans locaux, tels que le Sultanat d'Adal, à travers leurs ports, exportaient également des esclaves Zanj (Bantous) capturés dans des régions au sud de la Corne de l'Afrique. Les Portugais voulant contrôler la route des Indes orientales attaquent les ports somaliens au xvie siècle, en 1517 ils incendient le comptoir de Zeilah. Vers 1542-1543  Christophe de Gama mène une expédition en Abyssinie pour repousser les musulmans du Sultanat d'Adal, mais il sera capturé après la bataille de Wofla et décapité.
Au début du XXe siècle, l'esclavage fut aboli par l'administration coloniale de la Somalie italienne; cependant il reste des esclaves jusqu'aux années 1930[réf. nécessaire] et certains Bantous furent même soumis au travail forcé dans les plantations italiennes, car les Italiens (comme les Britanniques) considéraient les Somalis comme « racialement supérieurs » aux Bantous.

## Généralités

La Corne de l'Afrique est peuplé principalement d’ethnies de la famille Afro-Asiatiques. Les Bantous appartiennent à la famille Nigero-Congolaise et les nilotiques appartiennent à la famille Nilo-Sahariene.

Dans la société somalienne traditionnelle, comme dans les autres groupes ethniques de la région de la Corne de l'Afrique, il y avait une stratification sociale rigide,,.
Selon l'historien Donald Levine, celle-ci comprenaient des clans de haut rang, des clans de bas rang et des esclaves. Les nobles constituaient le niveau supérieur et étaient connus sous le nom de bilis. Ils sont constitués d'individus endogames d'origine somalienne ancestrale qui, bien que se considérant comme ethniquement somalis, retracent leurs lignée des Quraysh, de Muhammad et de ses compagnons. Les clans inférieurs, désigné sous le nom de Sab, se distinguaient des nobles par un mode de vie agropastoral ainsi que quelques différences linguistiques et culturelles. Selon l'anthropologue Virginia Luling, les groupes de castes artisanales ressemblaient beaucoup aux castes supérieures, et étaient généralement caucasoïdes comme les autres castes somaliennes. Selon Mohamed Eno et Abdi Kusow, bien qu'individuellement indistinguables les unes des autres, les castes supérieures ont stigmatisé les plus basses.
Traditionnellement, le racisme sur le territoire visait principalement les minorités ethniques non-afro-asiatiques. Les classes d'esclaves étaient principalement composées de nilotiques (gumuz) qui étaient désignés sous le nom de barya ou shanqella (« nègres ») par les éthiopiens (en contraste avec les saba qayh (hommes rouges), castes nobles parlant des langues afro-asiatiques) ainsi que de bantous appelés jareer par leurs maîtres somalis.
L'esclavage était fondamental pour l'ordre social, politique et économique de l'Éthiopie médiévale.
Selon Henry Salt, les abyssiniens ont intensivement chassé les shanqella au cours du XIXe siècle. À la suite de l'abolition de la traite des esclaves dans les années 1940, les shanqellas et les baryas libérés étaient généralement employés comme main-d'œuvre non qualifiée.
Traditionnellement, le racisme contre la barya transcendait les classes et restait en vigueur indépendamment de la position sociale ou de la filiation. Bien que certaines populations chamito-sémitiques d'Éthiopie (Oromos, Sidamas) aient également été confrontées à des degrés divers de discrimination, elles contrastaient fortement avec celles qui existaient envers les shanqellas car les caractéristiques raciales des Oromos et Sidamas étaient similaires à celles des abyssins. Ces discriminations étaient donc plutôt plus typiquement liés à des économiques et politiques Ainsi les Oromos et les Gouragués (hamitiques-sémitiques) n'étaient jamais considérés comme étant des baryas.
En termes de perceptions traditionnelles, les minorités nilotiques se distinguent elles-mêmes racialement des populations chamito-sémitiques. Les Anuaks du sud de l'Éthiopie regroupent les Amhara, les Oromo, les tigrés et d'autres communautés éthiopiennes non-nilotiques sous le nom de gaala (« rouge ») en opposition à eux-mêmes.

## Origines des esclaves

### Esclaves non-afro-asiatiques

#### Bantous
Il y a entre 2500 et 3000 ans, les locuteurs du groupe proto-bantou originel ont commencé une série de migrations depuis leur territoire originelle situé dans la région du Nigeria et du Cameroun en Afrique de l'Ouest. Cette expansion bantoue a d'abord introduit les peuples bantous en Afrique centrale, méridionale et sud-est, régions où ils étaient auparavant absents,.
Les Bantous qui vivent Somalie sont des descendants de groupes bantous qui se sont installés en Afrique du Sud-Est après l'expansion initiale du Nigeria / Cameroun, et dont les membres ont ensuite été capturés et vendus dans le cadre de la traite arabo-musulmane.
En dehors du système de clan somalien se trouvaient des esclaves principalement d'origine bantou (connus sous le nom de jareer ou adoon). Leurs caractéristiques physiques négroïdes et leurs pratiques culturelles distinctes les différencient des Somalis et les positionnent comme inférieurs dans la hiérarchie sociale,.
Au total, le nombre d'habitants bantous en Somalie avant la guerre civile aurait été d'environ 80 000 (estimation de 1970), la plupart étant concentrés entre les rivières Juba et Shabelle dans le sud. Cependant, des estimations récentes relèvent le nombre à 900 000 personnes. Les Bantous,ethniquement, physiquement et culturellement distincts des Somalis, sont restés marginalisés depuis leur arrivée en Somalie,.

##### Traite des bantous
La traite des esclaves dans l'océan Indien était multidirectionnelle et a évolué avec le temps. Les esclaves bantous achetés par les marchands d'esclaves arabes du sud-est de l'Afrique ont été vendus au fil des siècles à des clients en Égypte, en Arabie, en Inde, en Éthiopie et en Somalie,.
De 25 000 à 50 000 esclaves bantous ont été vendus sur le marché d'esclaves de Zanzibar à la destination de la Somalie dans les années 1800–1890. Ils étaient issus essentiellement des groupes ethniques  Yao, Makua, Chewas (Nyanjas), Zigua, Ngidono et Zaramo. Dans les années 1840, des esclaves fugitifs de la vallée du Shebelle commencent à s'installer dans la vallée du Jubba, encore peu peuplée. En 1891, un officier britannique estime leur nombre entre 30 et 40 000 personnes, mais en 1932, un administrateur italien n'en compte que 23 500.

##### Esclavage des bantous en Somalie duXVIeauXXesiècle

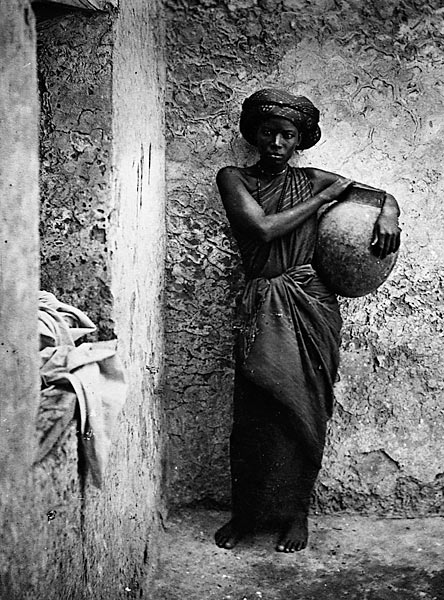
Esclave bantoue à Mogadiscio au XIXe siècle

Les esclaves bantous adultes et enfants (appelés jareer par leurs maîtres somalis)  servaient exclusivement pour travailler dans les plantations. Ils travaillaient sous le contrôle de leurs maîtres somalis tout en étant séparés d'eux. D'un point de vue juridiques, les esclaves bantous étaient très dévalorisés dans la société somalienne. Les mœurs sociales des somalis décourageaient et méprisaient tout contact, y compris sexuel, avec eux. La liberté pour ces esclaves de plantation pouvait être acquise par l'évasion.
De 25 000 à 50 000 esclaves bantous ont été vendus sur le marché d'esclaves de Zanzibar à la destination de la Somalie dans les années 1800–1890. Ils étaient issus essentiellement des groupes ethniques Yao, Makua, Chewas (Nyanjas), Zigua, Ngidono et Zaramo. Dans les années 1840, des esclaves fugitifs de la vallée du Shebelle commencent à s'installer dans la vallée du Jubba, encore peu peuplée. En 1891, un officier britannique estime leur nombre entre 30 et 40 000 personnes, mais en 1932, un administrateur italien n'en compte que 23 500.
Dans le cadre d'une pratique assez répandue chez les propriétaires d'esclaves en Afrique du Nord-Est, certains maîtres somalis pratiquaient la circoncision sur leurs esclaves afin d'augmenter leur valeur perçue sur les marchés aux esclaves. En 1609, le missionnaire portugais João dos Santos rapporta que l'un de ces groupes avaient coutume d'Infibulater leurs jeunes esclaves pour les rendre incapables de concevoir, ce qui les rendaient plus chers.
Dans les années 1840, des esclaves fugitifs de la vallée du Shebelle commencent à s'installer dans la vallée du Jubba, encore peu peuplée.
L'administration coloniale italienne a aboli l'esclavage en Somalie au début du XXe siècle. Certains groupes bantous, cependant, sont restés bien asservis jusque dans les années 1930, et ont continué à être méprisés et discriminés par une grande partie de la société somalienne. Certains Bantous furent même soumis au travail forcé dans les plantations italiennes, car les Somalis refusaient d'effectuer ce qu'ils considéraient comme un travail subalterne et que les Italiens (comme les Britanniques) considéraient les Somalis comme « racialement supérieurs » aux Bantous.

#### Nilotiques
À la fin du XIXe siècle, les Somaliens capturaient également d'autres peuples jarrer des régions côtières du Kenya. Désignés sous le nom de Kore, ces Nilotes parlant le maa nilo-saharien furent plus tard émancipés par les troupes coloniales britanniques. Ils se sont ensuite réinstallés sur la côte de Lamu en tant que pêcheurs et cultivateurs. Comme beaucoup de Bantous, les Kore parleraient maintenant le somali (langue chamito-sémitique).
En Éthiopie, les classes d'esclaves étaient principalement composées de nilotiques (gumuz) qui étaient désignés sous le nom de barya ou shanqella (« nègres ») en contraste avec les saba qayh (hommes rouges), castes nobles parlant des langues afro-asiatiques. La première représentation de cette tradition date d'une inscription du viiie siècle av. J.-C. appartenant au Royaume de D'mt,.
Les esclaves nilotiques étaient en général vendus à un prix faible et étaient principalement assignés à des travaux durs dans la maison et les champs.

##### Esclavage des Baryas par les Beta Israel
La société des Beta Israel, population juive que les Éthiopiens appelaient Falashas (ge'ez ፈላሻ) comprend un sous-groupe de statut inférieur, véritable minorité de la minorité, de Baryas, ou captifs. Leur origine n’est pas datée, mais ils sont bien attestés à l’époque moderne au sein de la communauté Beta Israel, et existent toujours aujourd’hui en Israël. Les Baryas descendent de serviteurs nilotiques achetés par des Beta Israel sur les anciens marchés d’esclaves de la Corne de l'Afrique, et convertis à la religion de leurs maîtres. Ils sont considérés comme « noirs » (t’equr, ou shanqilla, un mot d'origine Agäw qui référence les peuples nilotiques très noirs) par les Beta Israel. Ceux-ci se percevaient eux-mêmes comme qey [rouge] ou t’eyem [brun] - jamais comme le racialement inférieur t'equr ».
Les Baryas ont des traits plus classiquement africains que les peuples couchitiques et éthiosémitiques, encore que d’après Hagar Salamon, « la prolifération des relations conjugales maître-esclave » (normalement prohibées) aient progressivement estompé les différences. Ils sont endogames, et ne sont pas autorisés à se marier avec les familles Beta Israel non Baryas. Il existe également une notion de demi baryas et quart de baryas, contraints de se marier entre eux. Ils sont victimes de divers préjugés, étant supposés être « primitifs ». Ils n’avaient en Éthiopie qu’un accès restreint aux lieux de culte (Masgid), variable selon les régions. Hagar Salamon rapporte ainsi que selon celles-ci, ils devaient rester dans la cour du Masgid, ou devaient la quitter pendant la lecture de l'Orit (la Bible), ou ne pouvait y pénétrer qu’après plusieurs années. Ils n’avaient en général pas le droit d’être enterrés dans les mêmes cimetières que les autres Beta Israel, et ceux-ci ne consommaient pas la viande des animaux qu’ils abattaient.
Jusqu’à leur immigration en Israël, les Baryas ont conservé un statut de serviteur, malgré l’abolition officielle de l’esclavage en 1924. Ils étaient « de facto une part de la propriété familiale et continuaient à être légués d’une génération à une autre. [… il y avait même une] vision générale des baryas comme [...] non-humains ».

### Esclaves afro-asiatiques
En plus des esclaves bantous, les Somalis ont également asservi des peuples pastoraux chamito-sémitiques. De nombreux Oromos furent ainsi capturés lors de guerres et de raids. Cependant, il y avait des différences très marquées en termes de perception et de traitement des esclaves Oromo par rapport aux esclaves Bantous.
Les Oromo (peuples couchitiques racialement proches des somalis) n'étaient pas considérés comme des jareer par leurs maîtres. De plus les captifs Oromo étaient aussi principalement des jeunes enfants et des femmes, qui étaient incluses dans les familles de leurs propriétaires; les hommes étaient généralement tués pendant les raids. Les garçons et les filles Oromo été adoptés par leurs maîtres somalis comme leurs propres enfants. Prisées pour leur beauté et considérées comme des partenaires sexuels légitimes, beaucoup de femmes Oromo sont devenues des épouses ou des concubines de leurs ravisseurs somaliens, tandis que d'autres sont devenues domestiques,. Dans certains cas, des clans Oromo entiers ont été assimilés sur une base de client dans le système de clan somalien.
Ni les enfants Oromo ni les femmes capturés n'ont jamais été obligés de faire du travail de plantation, et ils travaillaient généralement côte à côte avec les pasteurs somalis. Lorsqu'une concubine Oromo donnait naissance à l'enfant de son maître somali, elle et l'enfant étaient émancipés et la concubine Oromo acquérait un statut égal à celui des autres épouses de son maître. Selon Enrico Cerulli, dans le droit coutumier somalien (Xeer), la vie d'un esclave Oromo était égale en valeur à celle d'un Somali ethnique ordinaire.
La liberté pour les esclaves Oromo a été obtenue par manumission et était généralement accompagnée de cadeaux tels que le conjoint et le bétail.. Au cours de l'abolition, les anciennes esclaves oromo, qui entretenaient généralement des relations intimes avec les pasteurs somalis, ont également été épargnés du traitement sévère réservé aux esclaves bantous et nilotiques des plantations,.
En Éthiopie, les esclaves d'ascendance chamito-sémitiques tels que les Oromo ou Sidama (saba qayh « rouges ») avaient une valeur bien plus élevée que les shanqellas et étaient soigneusement triés. Les très jeunes enfants jusqu'à l'âge de dix ans étaient désignés sous le nom de Mamul. Leur prix était légèrement inférieur à celui des garçons de dix à seize ans. Connu sous le nom de Gurbe, ces derniers étaient destinés à servir en tant que domestiques personnels. Les hommes dans la vingtaine s'appelaient Kadama et se sont vendus à un prix légèrement inférieur à celui des Gurbe car la valeur d'un homme diminuait avec l'âge. Les femmes les plus estimées et les plus désirées étaient les jeunes filles, qui étaient appelées Wosif. Les plus séduisantes d'entre elles étaient destinées à devenir des épouses ou des concubines. Les femmes plus âgées été évaluées en fonction de leur force et de leur capacité à effectuer les tâches ménagères.

## Traites arabo-musulmanes

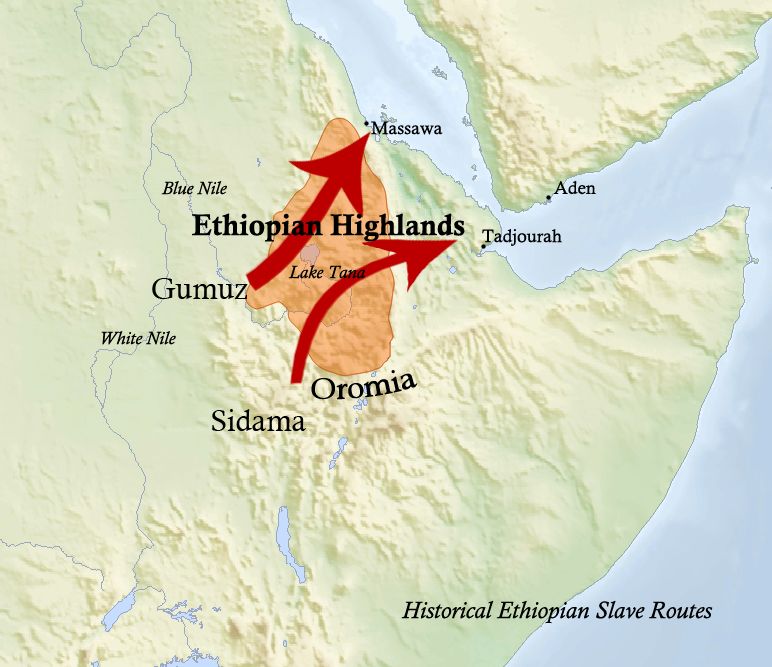
Itinéraires historiques de la traite éthiopienne.

Les musulmans (Somalis et Afars), qui dominaient les ports importants de la mer Rouge et du golfe d'Aden tels que Zeilah et Tadjourah, étaient les principaux acteurs de la traite des esclaves dans la Corne de l'Afrique
Pour répondre à la demande de main-d'œuvre croissante de cette région au fil des siècles, des Bantous d'Afrique du Sud sont capturés et exportés en Corne de l'Afrique par des marchands arabes omanais qui les vendaient en grand nombre à des clients principalement somalis. Les esclaves capturés étaient aussi parfois asservis par les Somalis eux-mêmes, lors de raids dans l'arrière-pays.
Les sultanats musulmans locaux, tels que le Sultanat d'Adal, à travers leurs ports, exportaient également des esclaves Zanj (Bantous) capturés dans des régions du sud. Les Portugais voulant contrôler la route des Indes orientales attaquent les ports somaliens au xvie siècle, en 1517 ils incendient le comptoir de Zeilah. Vers 1542-1543  Christophe de Gama mène une expédition en Abyssinie pour repousser les somaliens mais sera capturé après la bataille de Wofla et décapité.
Tadjourah (Djibouti), dirigé par des sultants afars, a été un des ports principal du commerce entre l'Éthiopie et la mer Rouge. Les esclaves, l'ivoire mais aussi d'autres biens (blé, durra, miel, or, plumes d'autruches, etc.), arrivaient par caravanes en provenance des hauts plateaux du Choa. Avec Tadjourah, Zeilah, capitale du sultanat d'Adal, est un des principaux débouchés portuaires de la ville d'Harar et des régions d'Asayita et de Choa. Son importance comme port de commerce est confirmée par Al Idrissi et Ibn Saïd, qui décrivent Zeilah comme une ville importante, centre de traite d'esclaves. Cependant le débouché le plus important pour les esclaves était sans aucun doute Massaoua. Les routes commerciales de Gondar qui menaient à Massawa (via l'Adwa) étaient empruntées par des marchands qui emmenaient de 100 à 200 esclaves, dont la majorité étaient des femmes, en un seul voyage.
Pendant la seconde moitié du xixe siècle et au début du xxe siècle, les esclaves expédiés d'Éthiopie étaient très demandés sur les marchés de la péninsule arabique. Outre les filles javanaises et chinoises venues d'Extrême-Orient, les jeunes femmes éthiopiennes, qui provenaient principalement des régions Oromos et Sidama du sud-ouest de l'Éthiopie, figuraient parmi les concubines les plus estimées. Les plus belles jouissaient souvent d'un style de vie riche et devenaient maîtresses de l'élite ou même mères des souverains.